# Moulin Roty
Moulin Roty est une entreprise française spécialisée dans la production de jouets et de cadeaux de naissance qui trouve son origine dans les années 1970.

## Historique
Les bases du projet sont constitués en 1972 autour d'une communauté d'artisans, pratiquant la sérigraphie, le tissage, la confection de bijoux ou de meubles en bois, au sein du hameau du Moulin Roty sur la commune de Saffré,.
Dans les années 70, plusieurs jouets fabriqués sur place, comme la « voiture rondelette » fabriquée à partir de bois, de mousse et de tissu, ou la « poupée douillette », rencontre un certain succès. Celui-ci incitera le groupe à s'orienter vers la production de jeux pour enfants. Le groupe se constitue sous forme de société coopérative et participative anonyme (SCOP-SA) le 20 décembre 1980.
En 1988, une partie des locaux est détruite par un incendie. La communauté s'implante alors sur la commune de Nort-sur-Erdre.
L'histoire des Moulin Roty est racontée dans une bande dessinée d'Hervé Tanquerelle sortie en 2008 : La communauté, en tome 1 et en 2010 en tome 2.
L'entreprise fabrique ses produits en travaillant avec des ateliers et usines en Chine, au Sri Lanka, mais aussi en Roumanie, en France et en Tunisie.
En 2017, la SCOP prend le contrôle de la chaîne de boutiques Bonhomme de Bois.
En 2018, la marque emploie 80 personnes sur son site de Nort-sur-Erdre pour la création, commercialisation et logistique.